# Eleonore von Kastilien (1498–1558)

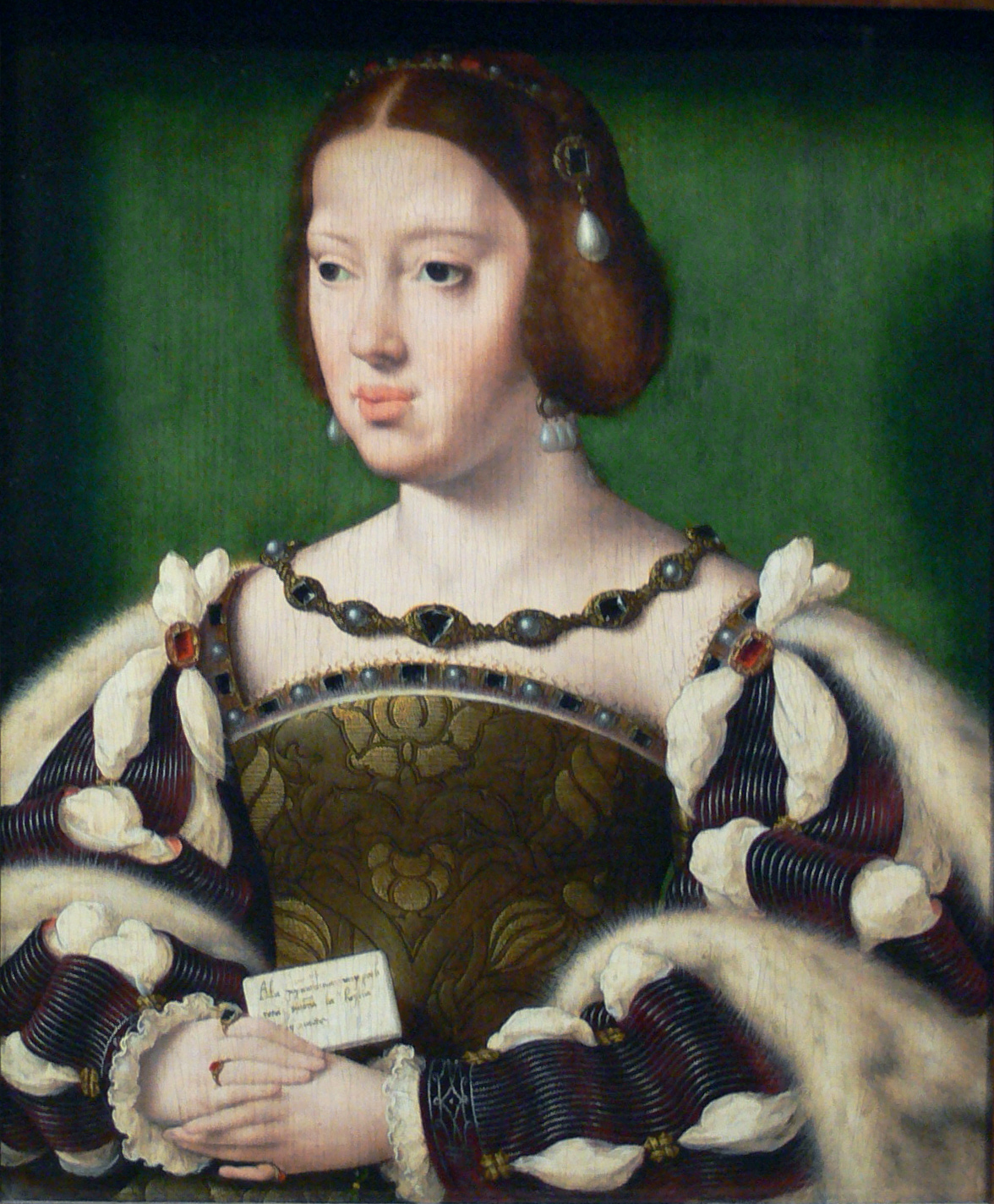
Eleonore von Österreich auf einem Porträt von Joos van Cleve um 1530

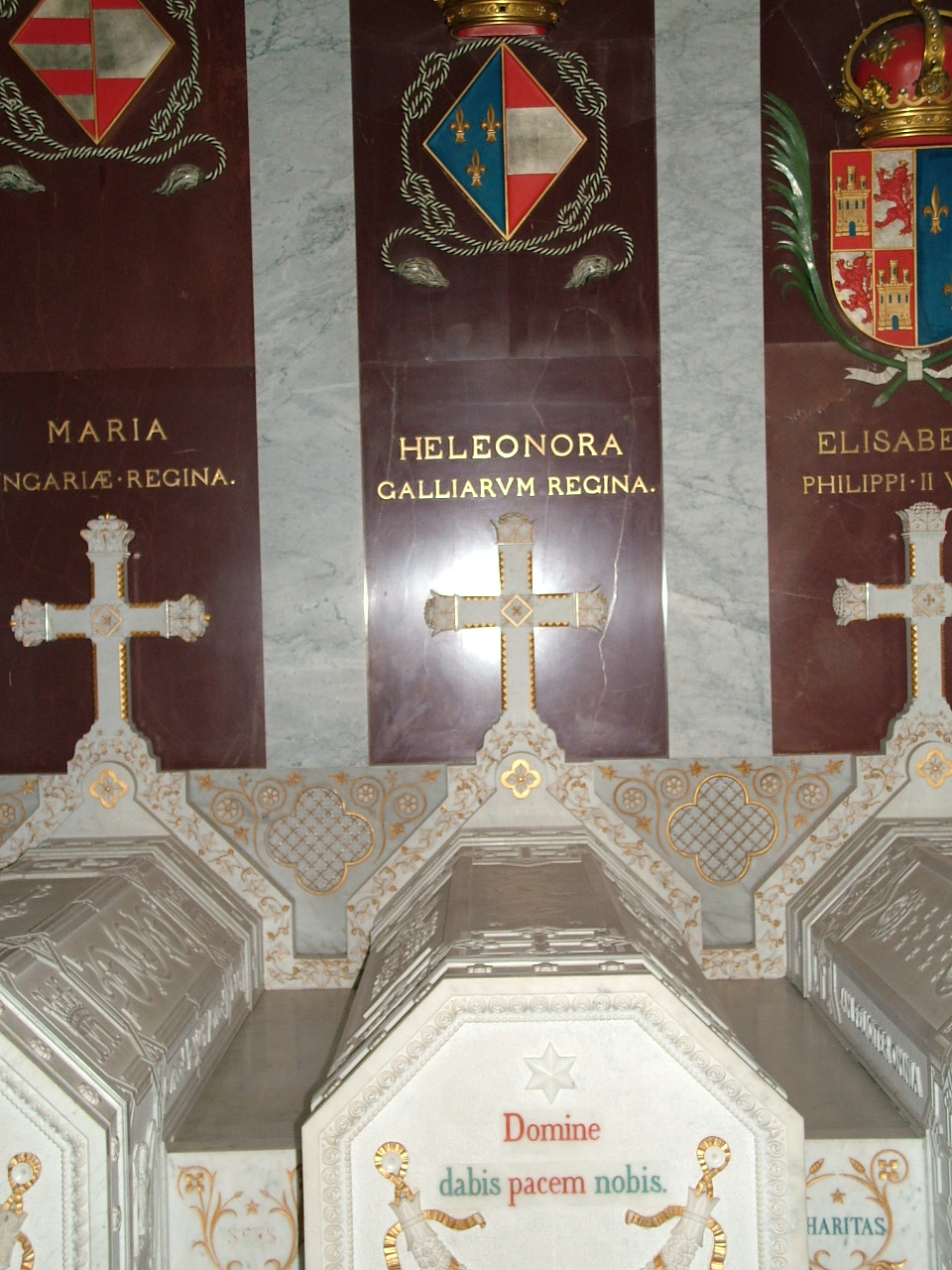
Grab der Eleonore von Österreich

Eleonore von Kastilien (spanisch: Leonor de Austria) (* 15. November 1498 in Löwen; † 18. Februar 1558 in Talavera de la Reina, Kastilien) war Erzherzogin von Österreich und Infantin von Spanien aus dem Hause Habsburg, durch Heirat zuerst von 7. März 1519 bis 13. Dezember 1521 Königin von Portugal, später von 4. Juli 1530 bis 31. März 1547 Königin von Frankreich.

## Abstammung und Jugend
Eleonore von Kastilien war die älteste Tochter von Johanna I. von Kastilien-Aragón und Philipp von Kastilien (iure uxoris). Als sie erst ein Jahr alt war, wurde ihr bereits Gent als Residenz zugesprochen. Sie verbrachte ihre Kindheit und Jugend in Flandern. In Gedenken an ihre Urgroßmutter väterlicherseits, Eleonore Helena von Portugal, wurde sie auf den Namen Eleonore getauft. Nach dem frühen Tod ihres Vaters 1506, der bei ihrer Mutter Wahnzustände ausgelöst haben soll, wurde Eleonore gemeinsam mit ihren Geschwistern, Karl, dem späteren römisch-deutschen Kaiser Karl V. (1500–1558), Isabella (* 1501), der späteren Gemahlin Christians II. von Dänemark, und Maria (1505–1558), der späteren Gemahlin König Ludwigs II. von Ungarn und Böhmen, im Palais in Mechelen von ihrer Tante Margarethe von Österreich erzogen. Diese fungierte als Ersatzmutter für die königlichen Kinder und stellte als deren Lehrer hochgebildete Niederländer und Spanier an. Zwei weitere Geschwister Eleonores wuchsen in Spanien auf – Katharina, * 1507, die spätere Ehefrau des portugiesischen Königs Johann III., und der 1503 geborene, spätere römisch-deutsche Kaiser Ferdinand I.

## Frühe Heiratspläne
Schon sehr früh war Eleonore der Gegenstand politischer Eheprojekte. 1510 wollte Kaiser Maximilian I. seine Enkelin mit Herzog Anton II. von Lothringen verheiraten, doch brachte der französische König Ludwig XII. die diesbezüglichen Verhandlungen zum Scheitern. Auch das 1514 vorgetragene Angebot ihres anderen Großvaters, des kastilischen Königs Ferdinand des Katholischen, Eleonore Ludwig XII. selbst zur Gattin zu geben, wurde abgelehnt.
Karl V. äußerte häufig, dass Eleonore seine Lieblingsschwester sei. Dennoch erlaubte auch er ihr keine Freiheiten bezüglich ihrer Liebesbeziehungen. So musste sie 1517 ihre romantische Affäre mit dem Pfalzgrafen Friedrich II. auf Druck ihres Bruders beenden. Karl hatte sie bei der Lektüre eines Liebesbriefes überrascht, den Friedrich ihr gesandt hatte. Das Paar musste vor einem Notar schwören, dass es nicht heimlich eine Ehe eingegangen war. Friedrich wurde danach gezwungen, den flämischen Hof zu verlassen.
Im Spätsommer 1517 begleitete Eleonore ihren Bruder Karl, als er sich mit einem großen Gefolge auf eine Seereise nach Spanien begab. Sie segelten am 8. September 1517 an Bord einer Flotte von vierzig Schiffen von Vlissingen ab, gerieten aber in stürmische See und wurden an die unwirtliche Küste Asturiens abgetrieben. Sie landeten Ende September bei Villaviciosa. Dadurch waren sie zu einem wochenlangen Marsch durch gebirgige Gebiete bis nach Valladolid gezwungen. Am 4. November 1517 besuchten Karl und Eleonore ihre ihnen fast unbekannte, seit dem Tod Philipps des Schönen in Tordesillas internierte Mutter Johanna.

## Ehe mit Manuel I. von Portugal
Um rebellischen kastilischen Adligen eine mögliche portugiesische Hilfe zu entziehen, sorgte Karl V. dafür, dass die damals 20-jährige Eleonore am 7. März 1519 in Lissabon den 30 Jahre älteren, buckligen König Manuel I. von Portugal heiratete. Sie war dessen dritte Ehefrau. Zuvor war Manuel mit zwei ihrer Tanten verheiratet gewesen. Eleonore gebar ihrem Gatten zwei Kinder, Carlos (1520–1521) und Maria (1521–1577). Durch Manuels Tod († 13. Dezember 1521) wurde Eleonore im Alter von nur 23 Jahren erstmals Witwe und kehrte an den Hof ihres mittlerweile zum Kaiser gewählten Bruders Karl V. zurück. Ihre kleine Tochter musste sie zurücklassen.

## Eheverhandlungen mit Franz I. von Frankreich
Karl V. lehnte eine erneute Werbung des Pfalzgrafen Friedrich um Eleonore ab und setzte seine Schwester stattdessen als politisches Instrument im Kampf gegen den französischen König Franz I. ein. Nachdem Charles de Bourbon, Connétable von Frankreich, sich wegen der Einziehung der Güter seiner verstorbenen Gattin mit Franz I. zerstritten hatte, war er bereit, auf die Seite des Kaisers überzutreten. Für diesen Bündniswechsel sollte Bourbon u. a. die Hand Eleonores erhalten, die am 18. Juli 1523 mit ihm verlobt wurde. Das Komplott wurde jedoch entdeckt und Bourbon musste nach Italien fliehen.
Ende 1524 begab sich Franz I. auf den italienischen Kriegsschauplatz, geriet jedoch nach seiner Niederlage in der Schlacht bei Pavia am 24. Februar 1525 in die Gefangenschaft kaiserlicher Truppen. Er wurde nach Spanien gebracht und dort keineswegs freundlich behandelt. Schließlich willigte er in viele Forderungen seines Gegners ein und versprach im Frieden von Madrid am 14. Jänner 1526 u. a., Eleonore zur Gattin zu nehmen, die er zunächst per procurationem ehelichte. Der Kaiser ließ seine Schwester verkünden, dass sie den 1523 zu ihrem Bräutigam bestimmten Charles de Bourbon nicht habe heiraten wollen, womit sich Karl V. von seinem früheren Heiratsversprechen entbunden glaubte.
Am 16. Februar 1526 ritten der Kaiser und der französische König von Madrid nach Illescas, wo die von den Spaniern als blonde Schönheit gerühmte Eleonore ihren zukünftigen Gemahl am nächsten Tag traf. Sie verbeugte sich und reichte ihm ihre Hand, doch Franz I. küsste sie galant und soll dabei gesagt haben, dass er ihr nicht einen Kuss ihrer Hand, sondern ihres Mundes schulde. Danach hätten beide, vom Kaiser und Germaine de Foix, der Witwe Ferdinands des Katholischen, begleitet, einer Tanzveranstaltung beigewohnt. Am nächsten Tag sei Eleonore erneut von Karl V. und Franz I. besucht worden.
Im März 1526 kam der französische König gegen Stellung seiner beiden Söhne als Geisel frei. Daraufhin erklärte er aber, die ihm vom Kaiser diktierten Forderungen nicht zu erfüllen, da er zum Madrider Vertrag gezwungen worden sei. Dies bedeutete auch, dass er vorerst Eleonore nicht heiratete. Franz I. verbündete sich mit dem Papst und italienischen Mächten; auch Heinrich VIII. von England ergriff für Frankreich Partei. Es kam zu neuen kriegerischen Auseinandersetzungen in Italien. Nachdem die Franzosen die Schlacht von Landriano am 21. Juni 1529 verloren hatten, handelten Margarethe von Österreich, die Tante Karls V., und Luise von Savoyen, die Mutter Franz’ I., den sog. Damenfrieden von Cambrai vom 5. August 1529 aus, der wesentliche Vertragspunkte des Friedens von Madrid bestätigte und u. a. wieder eine Ehe des französischen Königs mit Eleonore vorsah.

## Königin von Frankreich
Es dauerte noch einige Monate, ehe die Franzosen das für die beiden in Spanien weilenden Söhne Franz’ I. geforderte Lösegeld im Wert von vier Tonnen Gold beisammenhatten. Am 1. Juli 1530 kam es schließlich am Grenzfluss Bidassoa zum Austausch des Goldes gegen die französischen Prinzen, die ihre Heimat vier Jahre lang nicht gesehen hatten. Auch Eleonore und ihre Hofdamen segelten mit einer Flottille über den Grenzfluss nach Frankreich. Anschließend reisten Eleonore und die Prinzen dem französischen König entgegen, der sich seinerseits von Bordeaux aus auf den Weg zur Begegnung mit seiner künftigen Gemahlin und seinen Kindern machte und diese nahe Mont-de-Marsan traf. Eleonore und Franz I. heirateten um zwei Uhr in der Nacht des 4. Juli 1530 in der Abtei von Captieux. Die Zeremonie wurde vom Kardinal von Tournon geleitet. Anschließend segelten das Königspaar und sein Gefolge nach Bordeaux, wo Eleonore ihren feierlichen Einzug hielt. Der Kanzler Antoine Duprat und hohe geistliche Würdenträger begrüßten bei dieser Gelegenheit die reich geschmückte, in ein purpurnes Samtkleid gehüllte, neue französische Königin. Diese wurde am 3. Mai 1531 in Saint-Denis gekrönt und zog zwei Tage danach in Paris ein.
Franz I. behandelte seine Gattin zwar respektvoll, verbrachte aber nicht viel Zeit mit ihr und kam selten seinen ehelichen Pflichten nach. Er stand stark unter dem Einfluss seiner Mätresse Anne de Pisseleu d’Heilly, die er zur Herzogin von Étampes erhob. Noch am Tag von Eleonores Einzug in Paris begab er sich in das Haus seiner Mätresse und unterhielt sich mit ihr zwei Stunden am offenen Fenster im Angesicht des Volkes, wie ein Agent Heinrichs VIII. von England berichtete. Eleonore blieb politisch bedeutungslos, wohl auch, da sie dem König keine Kinder gebar. Dennoch erfüllte sie die Rolle einer würdevollen Königin und erschien manchmal mit ihrem Gatten bei offiziellen Anlässen wie der 1533 erfolgten Heirat seines Sohnes Heinrich (II.) mit Katharina von Medici. Sie widmete sich auch frommen sowie karitativen Werken und wurde als „Schmuck der Feste bei Hof“ gefeiert.
Nach Kräften bemühte sich Eleonore, zwischen ihrem Gemahl und ihrem kaiserlichen Bruder zu vermitteln. Doch das primäre Ziel ihrer politisch motivierten Ehe, die Feindschaft zwischen den Häusern Habsburg und Valois beizulegen, wurde indessen nicht erreicht. Eleonores Plänen, eine Vermählung ihrer aus der ersten Ehe Franz’ I. stammenden Stiefkinder mit Habsburgern herbeizuführen, war auch kein Erfolg beschieden. Der dritte Krieg Karls V. gegen Franz I. brach 1536 aus. Schließlich vermittelte Papst Paul III. in Nizza im Juni 1538 persönlich einen zehnjährigen Waffenstillstand zwischen dem Kaiser und dem französischen König. Im folgenden Juli trafen sich die beiden Monarchen persönlich in Aigues-Mortes, wobei Eleonore sie in einer höfischen Versöhnungsgeste zur Begrüßung umarmte. Freilich blieben bindende Abmachungen auch bei diesem Treffen aus. In seinem vierten Krieg gegen Franz I. setzte der Kaiser im Sommer 1544 zum Zug nach Paris an, doch kam es bald zu Verhandlungen, in die sich auch Eleonore einschaltete. Sie schrieb ihrem kaiserlichen Bruder, dass sie einen dauerhaften Frieden wünsche. Am 18. September 1544 wurde der Krieg durch den Frieden von Crépy beendet. Vom 22. Oktober bis 3. November 1544 weilte Eleonore mit dem Herzog von Orléans in Brüssel auf Besuch bei ihrem Bruder Karl V. und ihrer Schwester Maria.

## Witwenzeit und Tod
Franz I. starb am 31. März 1547. Bald danach verließ seine Witwe Frankreich und lebte in Brüssel. Im großen Saal des dortigen Schlosses hielt Karl V. am 25. Oktober 1555 vor zahlreichen hochrangigen Persönlichkeiten, darunter auch Eleonore und deren Schwester Maria, eine Abschiedsrede und übergab die Regierung der Niederlande an seinen Sohn Philipp II. von Spanien. Am 8. August 1556 verließ Karl V. mit seinen Schwestern Eleonore und Maria Brüssel, um sich auf den Weg nach Spanien zu begeben. Bis Gent gab Philipp ihnen Geleit. Am 15. September gingen Eleonore und Maria an Bord des Flaggschiffs Le Faucon. Der ehemalige Kaiser wurde hingegen auf einem anderen Wasserfahrzeug untergebracht. Die aus 56 Schiffen bestehende Flotte segelte von Vlissingen ab und landete nach einer Fahrt durch ziemlich ruhige See Ende September bei Laredo östlich von Santander. Anfangs von den lokalen spanischen Adligen nur wenig unterstützt reisten Karl V., Eleonore und Maria mit einem relativ kleinen Gefolge über Burgos nach Valladolid. Im dortigen Königsschloss wurden sie von Karls Tochter Johanna empfangen, die während Philipps Abwesenheit als Regentin fungierte.
Den Winter 1556/1557 verbrachten Eleonore und Maria in Valladolid. Ab Ende des Sommers 1557 residierten sie im Schloss des Grafen von Oropesa in Jarandilla (Extremadura) und besuchten von dort aus mehrmals Karl V., der sich in einer Villa neben dem Hieronymiten-Kloster San Jerónimo de Yuste niedergelassen hatte. Eleonore hatte sich schon einige Zeit bemüht, ihre einzige Tochter Maria wiederzusehen, die sie nach dem Tod ihres ersten Gatten in Portugal hatte zurücklassen müssen. Doch die diesbezüglichen Verhandlungen zogen sich dahin. Schließlich wurde eine Zusammenkunft in der Grenzstadt Badajoz vereinbart, wohin Eleonore und ihre Schwester Maria in Begleitung nur weniger Granden im Dezember 1557 reisten. Nach wochenlanger Wartezeit erschien Eleonores Tochter endlich am 27. Januar 1558, verhielt sich aber gegenüber ihrer Mutter trotz deren Liebesbezeugungen ziemlich hochmütig und verließ sie bereits nach zwei Wochen wieder. Hintergrund der abweisenden Haltung Marias dürfte u. a die eigentlich beschlossene, von ihrem Onkel Karl allerdings kurzfristig verworfene Ehe zwischen Maria und ihrem Cousin Philipp gewesen sein. Der Kaiser bevorzugte im imperialen Schachspiel die Verheiratung seines Sohnes mit der englischen Königin Mary Tudor (1554).
Nach dieser enttäuschenden Begegnung brachen Eleonore und ihre Schwester am 10. Februar 1558 zu einer Pilgerreise zum Kloster Nuestra Señora de Guadelupe auf, doch erlitt die ehemalige französische Königin schon am ersten Reisetag einen Schwächeanfall. Sie wurde in ein nahegelegenes Bauernhaus in Talavera de la Reina gebracht, wo sie acht Tage später starb. Ihre Geschwister Karl V. und Maria trauerten sehr um sie und sollten ihr noch im selben Jahr in den Tod folgen. Eleonore wurde in Kapelle 9 des Pantheon der Infanten im Real Sitio de San Lorenzo de El Escorial begraben.

## Vorfahren
|  |                                          |  |  |  |  |  |  |  |  |  |  |  |  |
|  | Friedrich III. (HRR) (1415–1493)         |  |  |  |  |  |  |  |  |  |  |  |  |
|  |                                          |  |  |  |  |  |  |  |  |  |  |  |  |
|  |                                          |  |  |  |  |  |  |  |  |  |  |  |  |
|  | Maximilian I. (HRR) (1459–1519)          |  |  |  |  |  |  |  |  |  |  |  |  |
|  |                                          |  |  |  |  |  |  |  |  |  |  |  |  |
|  |                                          |  |  |  |  |  |  |  |  |  |  |  |  |
|  | Eleonore Helena von Portugal (1436–1467) |  |  |  |  |  |  |  |  |  |  |  |  |
|  |                                          |  |  |  |  |  |  |  |  |  |  |  |  |
|  |                                          |  |  |  |  |  |  |  |  |  |  |  |  |
|  | Philipp I. (Kastilien) (1478–1506)       |  |  |  |  |  |  |  |  |  |  |  |  |
|  |                                          |  |  |  |  |  |  |  |  |  |  |  |  |
|  |                                          |  |  |  |  |  |  |  |  |  |  |  |  |
|  | Karl der Kühne (1433–1477)               |  |  |  |  |  |  |  |  |  |  |  |  |
|  |                                          |  |  |  |  |  |  |  |  |  |  |  |  |
|  |                                          |  |  |  |  |  |  |  |  |  |  |  |  |
|  | Maria von Burgund (1457–1482)            |  |  |  |  |  |  |  |  |  |  |  |  |
|  |                                          |  |  |  |  |  |  |  |  |  |  |  |  |
|  |                                          |  |  |  |  |  |  |  |  |  |  |  |  |
|  | Isabelle de Bourbon (1437–1465)          |  |  |  |  |  |  |  |  |  |  |  |  |
|  |                                          |  |  |  |  |  |  |  |  |  |  |  |  |
|  |                                          |  |  |  |  |  |  |  |  |  |  |  |  |
|  | Eleonore von Kastilien (1498–1558)       |  |  |  |  |  |  |  |  |  |  |  |  |
|  |                                          |  |  |  |  |  |  |  |  |  |  |  |  |
|  |                                          |  |  |  |  |  |  |  |  |  |  |  |  |
|  | Johann II. (Aragón) (1397–1479)          |  |  |  |  |  |  |  |  |  |  |  |  |
|  |                                          |  |  |  |  |  |  |  |  |  |  |  |  |
|  |                                          |  |  |  |  |  |  |  |  |  |  |  |  |
|  | Ferdinand II. (Aragón) (1452–1516)       |  |  |  |  |  |  |  |  |  |  |  |  |
|  |                                          |  |  |  |  |  |  |  |  |  |  |  |  |
|  |                                          |  |  |  |  |  |  |  |  |  |  |  |  |
|  | Juana Enríquez (1425–1468)               |  |  |  |  |  |  |  |  |  |  |  |  |
|  |                                          |  |  |  |  |  |  |  |  |  |  |  |  |
|  |                                          |  |  |  |  |  |  |  |  |  |  |  |  |
|  | Johanna von Kastilien (1479–1555)        |  |  |  |  |  |  |  |  |  |  |  |  |
|  |                                          |  |  |  |  |  |  |  |  |  |  |  |  |
|  |                                          |  |  |  |  |  |  |  |  |  |  |  |  |
|  | Johann II. (Kastilien) (1405–1454)       |  |  |  |  |  |  |  |  |  |  |  |  |
|  |                                          |  |  |  |  |  |  |  |  |  |  |  |  |
|  |                                          |  |  |  |  |  |  |  |  |  |  |  |  |
|  | Isabella I. (Kastilien) (1451–1504)      |  |  |  |  |  |  |  |  |  |  |  |  |
|  |                                          |  |  |  |  |  |  |  |  |  |  |  |  |
|  |                                          |  |  |  |  |  |  |  |  |  |  |  |  |
|  | Isabella von Portugal (1428–1496)        |  |  |  |  |  |  |  |  |  |  |  |  |
|  |                                          |  |  |  |  |  |  |  |  |  |  |  |  |
|  |                                          |  |  |  |  |  |  |  |  |  |  |  |  |